# Mirko Bašić
Mirko Bašić (Bjelovar, 14. rujna 1960.) je bivši hrvatski rukometni vratar.
Nastupao je u više rukometnih klubova poput RK Partizan (Bjelovar), RK Zagreb, RK Metaloplastika Šabac, Vénissieux i dr. 
Bio je član rukometnih reprezentacija Jugoslavije (27 puta) i Hrvatske. Debitirao je u studenom 1979. na Svjetskom kupu u Švedskoj. Za mladu reprezentaciju, nastupio je 17 puta.
Bio je i trener vratara u hrvatskoj reprezentaciji. Osvojio je zlatnu medalju na Olimpijskim igrama u Los Angelesu 1984., brončanu medalju na Olimpijskim igrama u Seolu 1988. te zlato na Mediteranskim igrama 1993. u Languedoc-Roussillonu
Osvojio je naslov svjetskog prvaka u Švicarskoj 1986. Član je Upravnog odbora Zagrebačkoga športskoga saveza.